# Hudson (Teksas)
Hudson je grad u američkoj saveznoj državi Teksas. Prema popisu stanovništva iz 2010. u njemu je živjelo 4.731 stanovnika.